# Zeyva (Latchine)
Zeyva est un village de la région de Latchine en Azerbaïdjan.

## Histoire
En 1992-2020, Zeyva était sous le contrôle des forces armées arméniennes. Le 1er décembre 2020, le village repasse sous la souveraineté de l'Azerbaïdjan, comme l'ensemble du raion de Latchine, conformément à l'accord de cessez-le-feu du Haut-Karabakh.

## Économie
La principale occupation de la population du village de Zeyva est l'élevage.

## Culture
Il existe divers monuments historiques dans le village. Il s'agit notamment du tombeau de Soltanbaba, du tombeau de Cheikh Ahmed et de deux autres tombes. En outre, il y a un monument architectural historique du XVIIe siècle appelé Kafirgala à Zeyva.